# Finn-Zyklus
Der Finn-Zyklus, auch Fionn-Zyklus oder Ossianischer Zyklus, irisch an Fhiannaíocht genannt, ist eine Zusammenfassung der Prosaerzählungen und Gedichte um Fionn mac Cumhaill und seine Gefährten aus der irischen Mythologie. Diese Erzählungen sind alle zur Zeit des Königs Cormac mac Airt zu Beginn des 3. Jahrhunderts in Irland angesiedelt. Der Zyklus wurde ab dem 7. Jahrhundert gesammelt und bis heute um neue Zusätze erweitert. 

## Hauptpersonen und Erzählungen (auszugsweise)

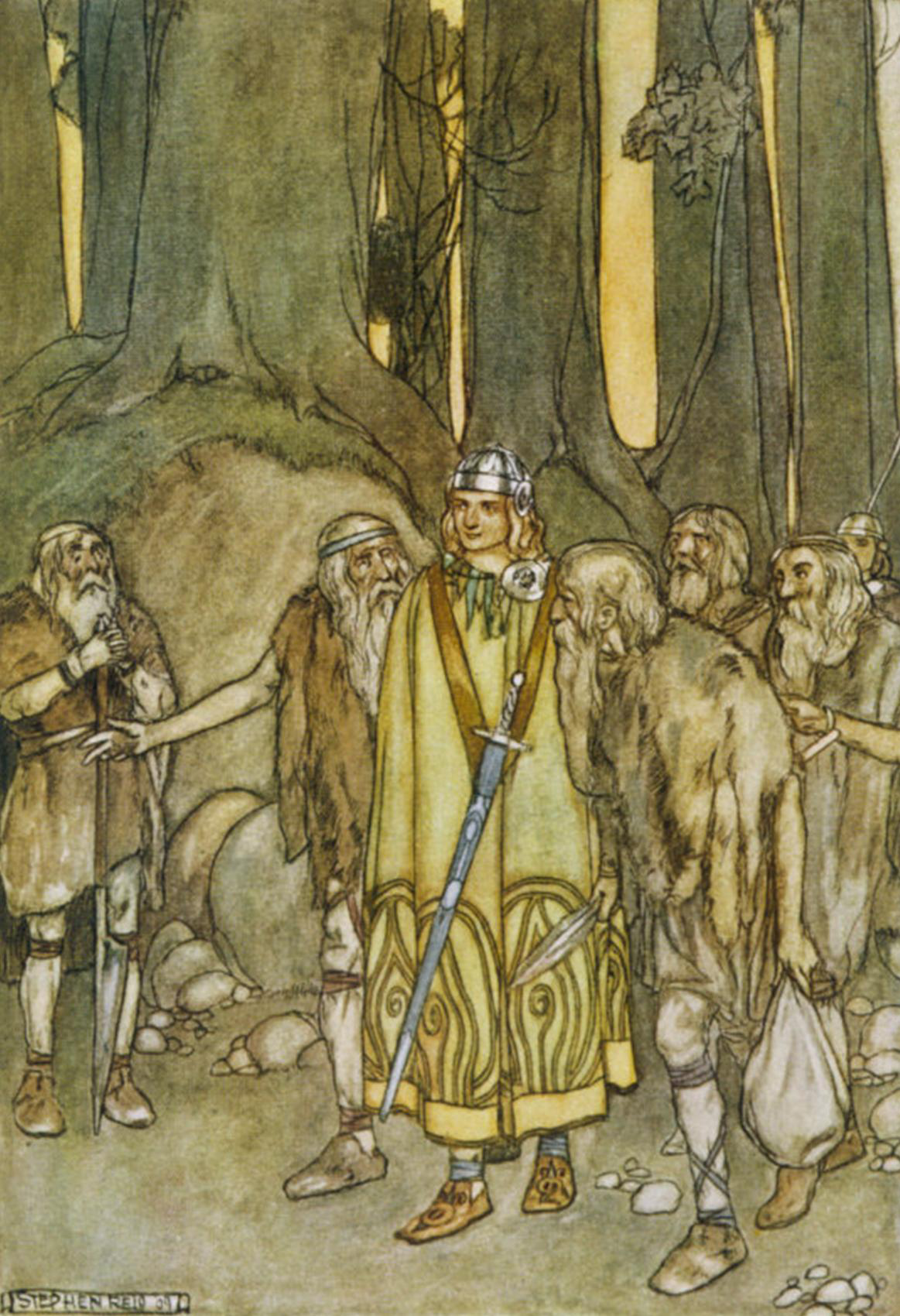
Fionn und die Alten der Fianna

Hauptpersonen der einzelnen Werke sind unter anderen Fionn mac Cumhaill, sein Sohn Oisín, sein Enkel Oscar, die Hochkönige Cormac mac Airt und Conn Cétchathach, König Tadg mac Nuadat, die Krieger der Fianna, z. B. Diarmuid, Caílte mac Rónáin, Goll mac Morna und Lugaid Lága, Fionns Diener Abarta, sein Gegner Aillén, sowie Fionns Mutter Muirne, seine Gattin Sadhbh und seine Verlobte Gráinne.
Bekannte Erzählungen sind Diarmuid und Gráinne, Cath Finntrágha, sowie die umfangreichen Sammelwerke Macgnímartha Finn, Duanaire Finn und das Acallam na Senórach, das einige Fionn-Episoden in einer Rahmenhandlung vereint.

## „Ossian“
James Macpherson (1736–1796) verwendete die Sagen aus dem Finn-Zyklus für seine angeblich originalen, tatsächlich von ihm zwischen 1760 und 1765 verfassten schottisch-gälischen epischen Gedichte, die unter dem Titel Works of Ossian (deutscher Titel „Ossians Gesänge“) berühmt wurden. In ganz Europa feierte man diese Erzählungen als echte Werke und sie trugen in Deutschland zur Entwicklung der Sturm und Drang-Periode in der zweiten Hälfte des 18. Jahrhunderts bei.